# Judd Nelson
Judd Asher Nelson (Portland, Maine, 28 de novembro de 1959) é um ator e escritor norte-americano. Ele é melhor conhecido por interpretar o rebelde John Bender no clássico cult The Breakfast Club, de 1985.

## Biografia

### Vida pessoal
Nelson nasceu em Portland, Maine, como filho de judeus norte-americanos, Leonard Nelson (um advogado) e Merle (uma advogada e política). Judd tem duas irmãs, Eve e Julie. Ele foi educado em St. Paul's School, um internato particular em Concord, Nova Hampshire, e em Haverford College, uma faculdade particular de artes liberais na Pensilvânia. Depois de abandonar a faculdade, mudou-se para Manhattan, onde estudou com a atriz Stella Adler.
Nelson já namorou Faye Resnick e Shannen Doherty. Ele não tem filhos, mas por muitos anos teve um cachorro, chamado Tallulah Bighead (falecido). Atualmente, Judd vive em Los Angeles, Califórnia.

### Carreira
Nelson foi um dos integrantes do popular Brat Pack dos anos 80, estrelando em filmes como St. Elmo's Fire, de Joel Schumacher, e The Breakfast Club, de John Hughes. Subseqüentemente, dublou os personagens Hot Rod e Rodimus Prime em Transformers: The Movie.
Depois de The Breakfast Club, a carreira de Nelson começou a cair. Blue City, no qual pôde trabalhar novamente com Ally Sheedy, e From the Hip foram filmes que pouco faturaram. Nos anos 90, ele apareceu em dramas como New Jack City e Light It Up.
Em 1994, interpretou um executivo oportunista de uma gravadora chamado Jimmie Wing no filme Airheads (Os cabeças de vento).
Em 1996, Judd Nelson participou do sitcom Suddenly Susan, da NBC, que teve grande sucesso durante quatro temporadas. Em 2001, apareceu em Jay and Silent Bob Strike Back, cujo diretor, Kevin Smith, tinha sido um fã de longa-data de Nelson e dos filmes do Brat Pack. Desde o final dos anos 90, tem recebido papéis em filmes de pouco orçamento ou em séries de televisão. Em CSI: Crime Scene Investigation, por exemplo, interpretou um amigo de uma vítima de assassinato e na comédia two and a half men, ele interpretou o papel de Chris, ex-marido da namorada de Alan.

## Filmografia (selecionada)
| Ano  | Título                         | Papel                   |
| 2007 | Netherbeast Incorporated       | Steven P.D. Landry      |
| 2007 | A Single Woman                 | jornalista judeu        |
| 2007 | Little Hercules in 3-D         | Kevin                   |
| 2006 | Black Hole                     | Eric                    |
| 2006 | Nevermore                      | Jonathon Usher          |
| 2001 | Jay and Silent Bob Strike Back | chefe de polícia        |
| 1999 | Light it Up                    | Ken Knowles             |
| 1997 | Steel                          | Nathaniel Burke         |
| 1994 | Airheads                       | Jimmie Wing             |
| 1991 | New Jack City                  | Nick Peretti            |
| 1991 | The Dark Backward              | Marty Malt              |
| 1989 | Relentless                     | Arthur 'Buck' Taylor    |
| 1987 | From the Hip                   | Robin 'Stormy' Weathers |
| 1986 | The Transformers: the Movie    | Hot Rod/Rodimus Prime   |
| 1986 | Blue City                      | Billy Turner            |
| 1985 | St. Elmo's Fire                | Alec Newbary            |
| 1985 | The Breakfast Club             | John Bender             |
| 1985 | Fandango                       | Phil Hicks, Groover     |
| 1984 | Making the Grade               | Eddie Keaton            |